# 새미 라샤드
새미 모하메드 라샤드 마흐무드 아흐메드 칸딜 엘 베즈(아랍어: سامي محمد رشاد محمود احمد قنديل الباز 1990년 4월 25일 ~ )는 이집트의 방송인이다. 《비정상회담》의 고정 출연자로 잘 알려져 있다.

## 내력
아랍어를 모국어로 사용하고, 종교는 이슬람교이다. 2011년 아인 샴스 대학교 한국어학과를 졸업하였고, 2012년과 2013년에 대한민국 교육부 국립국제교육원 초청장학생으로 신라대학교에서 공부하였다. 현재 서울대학교 국어국문학 석사 과정을 공부중이다.

## 방송 출연

### 텔레비전
| 연도          | 제목             | 방송사 | 비고 |
| ------------- | ---------------- | ------ | ---- |
| 2014 - 2015년 | 《헬로! 이방인》 | MBC    |      |
| 2015 - 2016년 | 《비정상회담》   | JTBC   | 하차 |